# Xiakou, Chongqing
Xiakou (kinesiska: 峡口) är en köping i sydvästra Kina. Den ligger i stadsdistriktet Nan'an i storstadsområdet Chongqing, omkring 10 kilometer öster om  det centrala stadsdistriktet Yuzhong. Antalet invånare är 11787. Befolkningen består av 5 788 kvinnor och 5 999 män. Barn under 15 år utgör 13,0 %, vuxna 15-64 år 72 %, och äldre över 65 år 14,0 %.